# Phlogacanthus pubiflorus
Phlogacanthus pubiflorus är en akantusväxtart som beskrevs av Gustav Lindau. Phlogacanthus pubiflorus ingår i släktet Phlogacanthus och familjen akantusväxter. Inga underarter finns listade i Catalogue of Life.